# Erwin Huber
Erwin Huber (* 26. července 1946, Reisbach) je německý politik (CSU). Od listopadu 2005 je bavorským ministrem hospodářství, dopravy, spojů a technologie. 29. září 2007 byl zvolen za předsedu CSU.

## Vzdělání a povolání
Po maturitě na reálce v Dingolfingu absolvoval nejprve studijní praxi v bavorské finanční správě. Poté působil na finančních úřadech v Dingolfingu, Landshutu a v Mnichově. Od roku 1968 do roku 1973 navštěvoval večerní gymnázium v Mnichově (v roce 1971 musel opakovat třídu). V roce 1973 složil maturitu. V návaznosti studoval na Ludwig-Maxmilian Universität v Mnichově obor národního hospodářství, v kterém získal v roce 1978 vysokoškolský titul.
Erwin Huber je ženatý, má dvě děti, žije v Reisbachu.

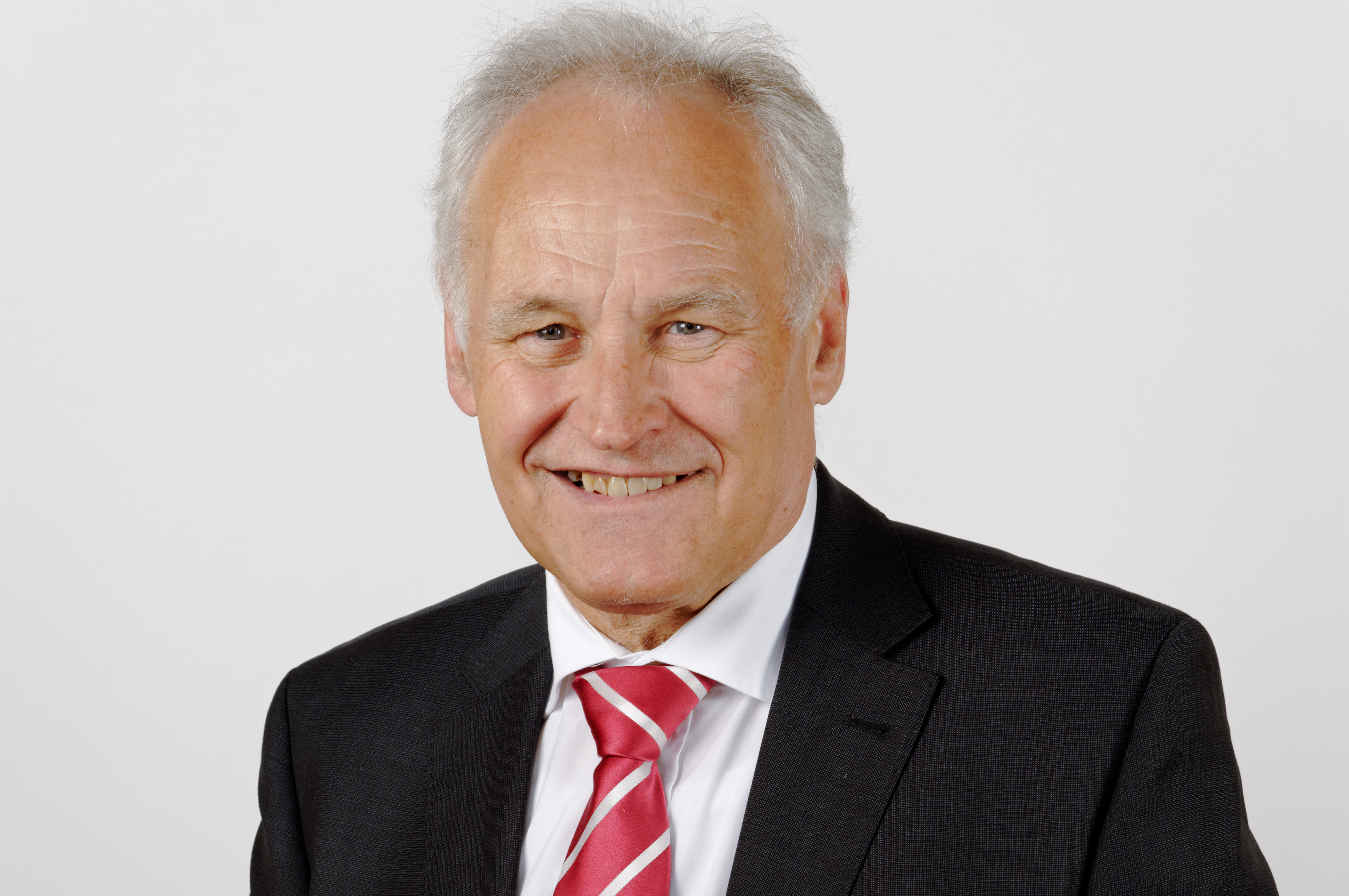
Erwin Huber (2012)

Erwin Huber je od roku 2004 čestným členem katolického studentského K.D.St.V Oeno-Danubia v Cartellverband (CV).

## Politická kariéra
Huber byl od roku 1972 členem obvodního sněmu v okrese Dingolfing-Landau. Od roku 1978 je poslancem Bavorského zemského sněmu. V roce 1987 byl zvolen zastupujícím generálním sekretářem CSU a v letech 1988–1994 zastával funkci generálního sekretáře. Od roku 1988 patří Huber k předsednictvu a prezidiu CSU a taktéž je od roku 1993 předsedou krajské organizace v Dolním Bavorsku.
V říjnu 1994 byl Huber ustanoven ministrem zemské vlády a vedoucím Bavorského zemského kancléřství, do této funkce jej jmenoval Edmund Stoiber, předseda Bavorské vlády. Od listopadu 1995 do října 1998 byl bavorským ministrem financí. Od 6. října 1998 se opět vrátil do funkce zemského ministra a vedoucího bavorského zemského kancléřství. Od 14. října 2003 se stal odpovědným za spolkové záležitosti a správní reformu.

## Kandidatura na předsedu strany
Poté, co se v roce 2005 Edmund Stoiber nestal ministrem ve vládě Angely Merklové, přestal být Erwin Huber pouhým nástupcem Stoibera, nýbrž také jeho soupeřem. Spolu s Günterem Becksteinem byli nejslibnějšími kandidáty. Huber také převzal ministerstvo hospodářství a dopravy. Po oznámení, že Stoiber k 30. září opouští místo předsedy CSU byl ve volbě spolu s Gabriele Pauliovou a Horstem Seehoferem považován za nejslibnějšího kandidáta. Do této funkce byl také 58,19% delegátů CSU 29. září 2007 zvolen.

## Politické poměry uvnitř CSU
Huber je považován v CSU za silně konzervativního – zejména v otázce rodiny – a hospodářských otázkách za liberálního. Třebaže ho velké množství straníků chválí, zejména díky nekompromisnímu počínání během správní reformy si udělal zapřisáhlé nepřátele v Bavorské vládě. Patří mezi věrné stoupence Angely Merkelové, která mu nabídla místo Vedoucího spolkového kancléřství ve svém kabinetu.